# Школа № 128 (Київ)
Ліцей № 128 — Ліцей I—III ступенів, розташований в Дніпровському районі м. Києва.

## Історія
Зведена в 1957 році.
З 1992 по 2012 в школі діяла програма «Хефціба»: факультативно вивчався іврит й історія єврейського народу.

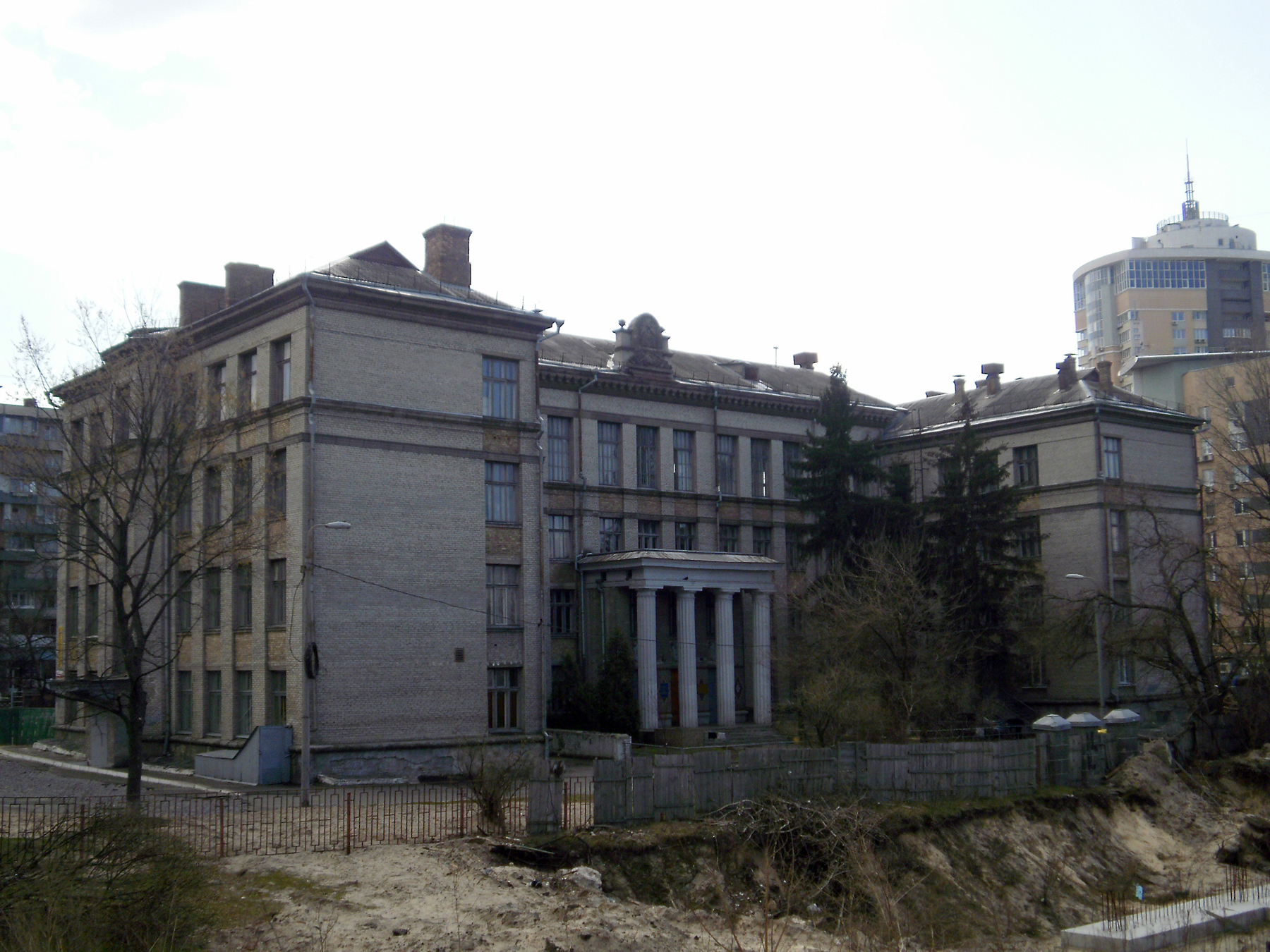
школа до реконструкції

У 2006 почалося планування нового будинку. Довгі роки про будівництво навіть не йшло мови. Відомо, що в 2012 почалися роботи, але через нестабільну ситуацію в країні йшли вони неактивно, часом зовсім застигаючи.
У 2015 з боку КМДА було виділено 96 млн грн — роботи прискорилися, завершилися в тому ж році, і вже 1 вересня відбулося урочисте відкриття за участю Кличка. Той назвав школу найкращою і найсучаснішою в усій Україні, що однак не підтвердилося в подальших рейтингах результатів за рівнем складання ЗНО.

## Керівництво
- Карно Наталія Володимирівна — В.О директора, учитель математики, вища категорія.
- Білоножко Ірина Валентинівна — заступник директора з НВР, учитель історії та правознавства, вища категорія,
- Кирсенко Людмила Василівна — заступник директора з НВР в початковій школі, учитель початкових класів, вища категорія